# Botín militar

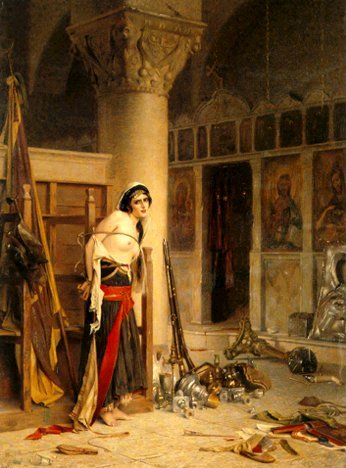
El botín, Theodoros Rallis.

Por botín militar o botín de guerra se considera a aquellos bienes movibles tomados al enemigo por los soldados con el consentimiento de su general.
Entre los pueblos guerreros sumisos a una disciplina severa, el botín era un bien público, cuya inversión dependía de la voluntad del Jefe del ejército. La división de la parte que daba a los soldados se hacía con orden. Entre los Judíos el gran Sacerdote y los Príncipes del pueblo recibían todo lo que se había tomado en la guerra, así de hombres como de bestias y lo dividían por partes iguales entre aquellos que habían combatido, el resto de la multitud. Separaban un quinto, tanto de hombres como de bueyes, asnos y ovejas que se tomaba de la porción de los combatientes y se enviaba al gran Sacerdote como primicias del Señor. Tomaban también de la parte del resto del pueblo un quinto de hombres, de bueyes, de asnos y de ovejas para los Levitas que guardaban el Tabernáculo. En cuanto al resto de los bienes móviles, lo que cada uno había tomado era suyo; Unusquisque enim quod in praeda rapuerat ipsum erat. Después de la derrota de los Madianitas los Generales y los oficiales particulares del ejército ofrecieron en don al Señor todos los adornos de oro, como brazales, anillos y collares, que hallaron en el botín, (lib. numer. c. 31)

## Antigua Grecia
En el tiempo de la guerra de Troya los soldados llevaban el botín a sus respectivos jefes, que le presentaban al General y este hacia la distribución por partes iguales pero se le daba siempre una más considerable. (Homero Odisea L. IX. vers. 41, 550 litad. XI. 703. IX. 318.)
Los cautivos componían parte del botín. Aquellos a quienes habían tocado, podían guardarlos, venderlos o darlos por rescate. Los hombres, las mujeres y los niños, tomados en el campo de batalla, en el de mansión o en una ciudad, todos eran esclavos y sus señores tenían sobre ellos el derecho de vida y muerte, como el de darles libertad. (Homero, Ilíada. XXI. vers. 102, XXIV. 7JI; Odisea XVIII. 338. XXII. 475 XXI. 114.)
En los ejércitos de Lacedemonia, el estratego (general), después de una victoria, se hacía llevar el botín por los esclavos, que la mayoría de las veces solo entregaban lo que no podían ocultar y una parte de las armas se colocaba en los templos. Ordinariamente se empleaba una porción de plata en hacer estatuas u otros dones, que particularmente se colocaban en el templo de Apolo de Delfos. Se escogía del resto una décima parte y se daba al general; las otras nueve, se dividían y entregaban al ejército según el valor con que cada uno había combatido a juicio del jefe. Estaba prohibido a todo soldado lacedemonio despojar los muertos antes de la victoria. (Heródoto, Historia I. IX. C. 80. VIII. 11. 17; Jenofonte, Helénicas IV. p. 520; Claudio Eliano, Historia Varia VI. 6. p. 345)
Alejandro Magno se reservó el botín, para distribuirle como recompensa o para subvenir a los gastos de la guerra. (Flavio Arríano, Anábasis L. I. p. 6. 11.)

## Antigua Roma

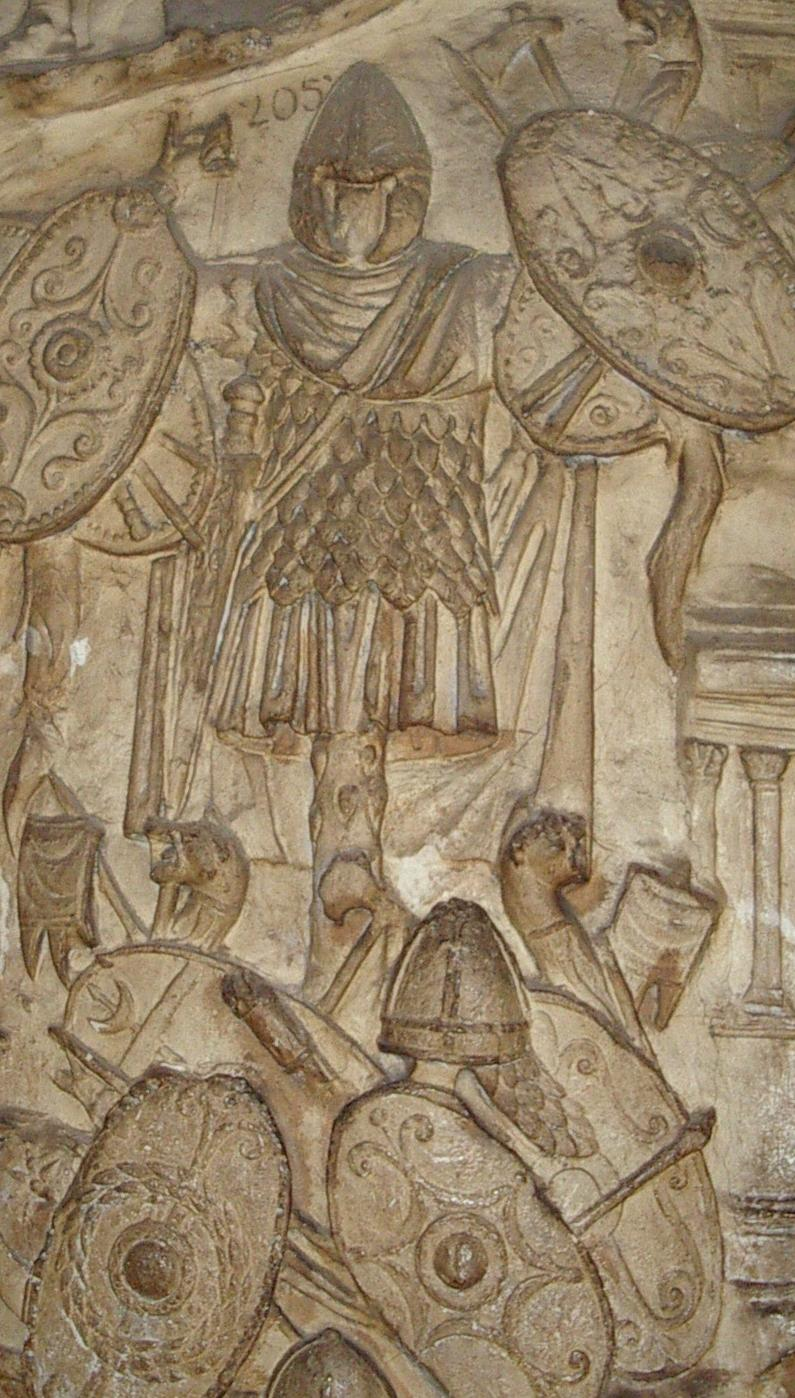
Botín de la guerra contra los dacios, Columna de Trajano.

En Roma pertenecía al pueblo. El cónsul Apulio acusó a su colega Servilio de no haber enviado nada del botín hecho en la guerra contra los volscos, al tesoro público y de haberle distribuido entre sus favoritos. (Dionisio de Halicarnaso L.VI. An. de R. 258. ant. 495.)
Cuando Decio acusó a Coriolano:
Todos sabéis, decía, que la ley ordena que los despojos de los enemigos, precio de nuestro valor, sean un bien público y que ningún particular es su dueño, ni aun el jefe de las fuerzas de la república. El cuestor después de recibirlos los vende y envía el producto al tesoro público: bien lo sabéis, ningún Ciudadano desde que habitamos en Roma ha violado esta ley, ninguno la ha vituperado como injusta, excepto Marcio. El solo, ¡oh Ciudadanos! substituyendo a la autoridad de las leyes, la suya propia, tuvo la audacia de apropiarse los despojos que os pertenecían y esto no fue muchos años hace, sino en el último. En nuestra expedición por las tierras de los Antiates, tomamos muchos esclavos, rebaños, granos y riquezas de todo género y no las remitió el cuestor, ni las vendió, ni envió el dinero al tesoro sino que las distribuyó entre sus amigos y los gratificó con todo el botín. Digo, pues, que esta división es un acto de tiranía, que ha pagado con los dineros públicos a sus aduladores, a sus guardias y a los instrumentos de una tiranía premeditada y denuncio este atentado, como una violación manifiesta de la ley. (id. L.VIL p 467.de R. 263. ant. v. 177.)
No obstante, excepto esta disposición del botín en favor de algunos particulares, el General podía emplearle según juzgase más conveniente a la república. Se ve en la historia romana que los Cónsules daban todo o parte al ejército, le hacían vender y enviar enteramente al tesoro público, escoger una porción para sí, para ornamento de su triunfo, para el del forum, para otros edificios públicos o para la construcción de los templos y la celebración de los juegos, de que hacían voto a Marte, a Belona, a Júpiter Estator y a otros Dioses; fuese al partir para una expedición o en una batalla cuyo suceso pareciese dudoso.
Rómulo habiendo vencido a los Cecinates, Antenates y Cruscumerienses, entró en Roma a la cabeza de su ejército llevando delante los despojos de los enemigos y las primicias del botín, consagradas a los Dioses. (Dioniss. L. II. p. 101. 102.)
Tarquino, vencedor de los Sabinos dio a los soldados los esclavos y todo lo que pudieron llevar, excepto el oro y el dinero que lo hizo separar y de que tomó la décima parte para la construcción de un templo, distribuyendo el resto a sus tropas. (Id. L. IV. p. 257. de R. 232. ant. J. 521.)
Postumio y Menenio, habiendo vencido a los Sabinos, hicieron vender el botín y repartir a cada ciudadano otro tanto cuanto había pagado para los gastos de la expedición, (id. L V.p. 313. de R. 250. ant. v. 503.)

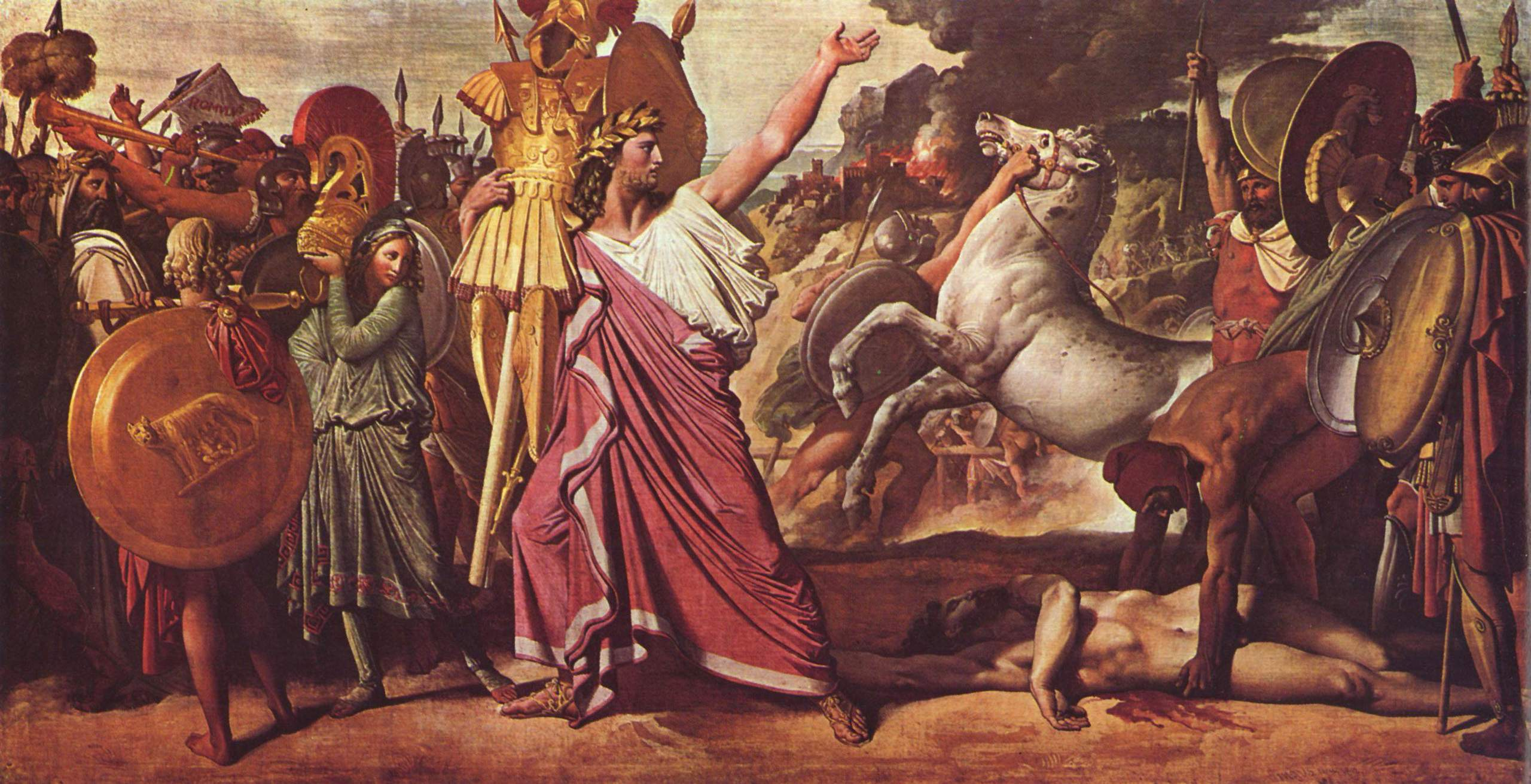
Rómulo llevándose el botín, Ingres, 1812.

El dictador Aulo Postumio reservó la décima parte del botín tomado a los volscos, para los juegos y los sacrificios (consistía en cuarenta talentos), e hizo construir en honor de Baco, Ceres y Proserpina un templo de que había hecho voto a estas divinidades al partir de Roma. (Id. VI. p. 354. de R. 257. ant. 496.)
Publio Servilio distribuyó a su ejército los esclavos el oro, la plata y los vestidos tomados en el campo de los Volscos y en Suessa Pomatia, sin enviar nada al tesoro público y aun acusado por su colega, Appio no dejó de obtener el triunfo y depositó en el capitolio lo que había reservado del botín para ofrecerlo a los Dioses. (id p. 354. de S. 257. ant. 495.)
Escipión concedió a las tropas de su mando lo que pudieron retirar del campo incendiado de Sifax y todo el botín hecho en las dos ciudades que tomó después y Claudio Pulcher el pillaje de Mutila y Saveria, ciudades de la Istria. (Liv. L. XXX. c. 7. de R. 549. ant. J. 204. id. L XLI. c 2. de R 576. ant. 177.)
Quinto Fabio, habiendo vencido los volscos mandó a los cuestores vender todo el botín y llevar el dinero a Roma. Lucio Papirio Cursor, reservó para su triunfo la mayor parte del botín, hecho sobre los Samnites y no dio nada a los soldados. Su colega, Espurio Carvilio, que consiguió también los honores del triunfo, empleó el dinero de los despojos, parte en el tesoro público, parte en la construcción de un templo a la fortuna vigorosa y dio el resto a sus tropas.: (Liv. L. XC. 46.)
Las recompensas concedidas de aquellos que se habían distinguido en el combate se daban del botín. (Dionys. p. 414.) Lucio Emilio, habiendo tomado el campo de los Etruscos, distribuyó recompensas a los más bravos y dio al resto de las tropas los esclavos, los caballos, las tiendas y todo lo que en ellas se encerraba. P. Valerio dispuso lo mismo, (id. I.IX. p. 575. de R. 275 ant. 478.ld. p 593. de R. 278. ant. 475)
Lucio Papirio Cursor hizo distribuir a sus tropas todo el botín tomado en Sepinum, ciudad de los samnitas. (Liv.L. X. c. 45 de R, 46o. ant. 293.) Lucio Cornelio hizo llevar al tesoro público toda la plata, el oro, y el cobre cogido en Antium, venderlos cautivos, y el resto del botín y dio a los soldados los vestidos, los víveres y otros despojos de que podían servirse, (Dionys. l. X. p. 648. de R. 294. ant. 459)
El dictador Cincinato habiéndose hecho dueño de Corbion, mandó llevar a Roma lo más precioso que encontró en el botín y dividió el resto por iguales partes entre las centurias: el Senado le instó que tomase la parte que quisiese de las tierras conquistadas, de los esclavos y de la plata y que substituyera a su pobreza, las riquezas adquiridas por un medio tan justo como honroso. Sus parientes, y amigos solo deseando ver a un hombre tan grande en la opulencia, le ofrecieron considerables presentes; pero agradeciéndoles su buena voluntad, nada quiso recibir, y se retiró a su choza, donde en lugar del poder supremo, volvió a ejercer una vida laboriosa, estimando más la pobreza, que los otros hombres las riquezas. (id. L.X. p. 652. de.R. 295. 458.)
Fabricio decía a Piro
he vencido muchos pueblos enemigos de Roma, he tomado y saqueado un gran número de ciudades opulentas: he enriquecido con sus despojos todo el ejército; he vuelto a mis conciudadanos lo que habían pagado por los gastos de la guerra: cuando he triunfado, remití al tesoro público cuatrocientos talentos y hubiera podido escoger y tomar de los frutos de la guerra lo que quisiera, pero nada me he apropiado. ¡Y habiendo despreciado las riquezas justamente adquiridas, y preferido a ellas la gloria, como lo hicieron Valerio, Publicola y gran número de ciudadanos por quienes Roma consiguió el esplendor en que la ves, recibiré tus presentes! (id, p. 747. de.R. 475. ant. 278)
Cuando se recuperaba el botín hecho por el enemigo sobre las tierras de los romanos, podía el Cónsul devolverle a sus primeros dueños. Habiendo represado Lucrecio lo que los volscos habían tomado, volvió, dice Tito Livio, con un gran botín y mayor gloria que aumento, exponiendo en el Campo de Marte todos los despojos para que cada uno, por espacio de tres días fuese reconocer y llevar lo que le pertenecía. También se restituía a los aliados el botín hecho sobre ellos y vuelto a tomar después. El dictador Aulo Postumio dio a los Latinos y a los hérnicos lo que los volscos les habían quitado. Lucio Volumnio a los calenienses y Marco Atilio a los interamnios, lo que los Samnites les habían cogido, (liv. L. III. cap. 10. de R. 295, ant. 462. liv. lib. IV. c. 29. de R. 322. ant. 431. Id: l. X. c. 20. de R. 446. ant. 307. Id. c. 36. de R. 459. ant. 294.)
Cuando se agotaba el tesoro, el cónsul lo reponía con el producto de la venta del botín. Así lo hicieron M. Valerio y Espurio Virgíneo después de vencidos los Eqüeos y Camilo a los faliscos, con gran descontento de su ejército. Y cuando Dictedor derrotó a los veyenses, también hizo vender el botín por el cuestor y dio a los soldados una pequeña parte', (id L. III. cap. 31. de R. 297. ant. 456. Id. L.V cap. 26. de R. 359. ant. 394. id. Cap. XIX. de.R. 397. ant. 396.) El general hacía quemar algunas veces los despojos e honor de los dioses. Fabio habiendo vencido a los Samnites y a los Galos en el combate en que P. Decio se sacrificó como su padre lo había ejecutado, mandó quemar los despojos en honor de Júpiter vencedor. Marcelo combatiendo contra Aníbal, sacrificó los despojos de los enemigos a Vulcano y los hizo quemar después de la victoria; y Escipion quemó el campo de Siphás que había sacrificado a Vulcano e hizo llevar a Roma alguna parte escogida del botín. (id. L. X. c. 29.de R. 458. ant. 295. id. XXIII c. 46. de R. 540 ant. 213. id. L. XXX. c. 7. de R. 549. ant. 104. Appian, punic, p. 912. E.)
Una porción de los despojos se reservaba para adornar el foro y los templos. En la guerra hecha contra los samnitas por L. Papyrio Cursor, este cónsul consiguió tan gran cantidad que repartió a los aliados y a las colonias vecinas para adornar sus templos y otros edificios públicos, (liv. X. c. 46. de R. 460. ant. 293.)
Q. Fulvio Flaco, volviendo de Hispania obtuvo los honores del triunfo, envió al tesoro la mayor parte de la plata de los despojos y dio a cada soldado, tanto romano, como aliado, 50 dineros: (45 lib,) 169 rs. y 14 mrs. (Le beau. Mem. vol. 41. pag 19. y Dupay, tom. 28, p. 691.) el doble al Centurión, el triple al Caballero y a todos, doble paga. (id. L. XL, c. 43. de R. 573. ant. 180.)
C. Claudio triunfando de los ligures, envió al tesoro público una gran suma y dio 50 dineros a cada soldado; (4.l. 10 s.), 17 rs. y 2 mrs., doble al Centurión, triple al Caballero y a los aliados la mitad menos pero éstos, irritados, siguieron en silencio el carro del Cónsul. (id. L.XLL c. 13. de R. 576 ant. 177)
Escipion Emiliano entregó a su ejército el botín hecho a los cartagineses, excepto el oro, la plata y los dones votivos prometidos a los templos. (Appian. Bell. pnnis. p. 83. A. de R 607. ant. 146)
César, habiendo vencido a Farnaces, dio todo el producto de la venta del botín a su ejército. (Dioni. p. 134. de R. 706. ant. f, 47.)
Paulo Emilio vencedor de Perseo, dio a los soldados los despojos de los muertos y a los Caballeros el pillaje de las tierras vecinas con tal que no estuviesen más que dos días fuera del campo (Livio. L. XLIV. c 45 de Rom. 585. ant. 168)
El Senado concedió a los soldados el pillaje de las ciudades de Epiro en número de 70, que habían abrazado el partido de Perseo, excepto el oro y la plata que reservó el Cónsul e hicieron allí ciento y cincuenta mil esclavos. Todo el botín fue vendido y el producto distribuido a las tropas tocando a cada soldado 200 dineros, 677 rs. y 22 mrs. y a cada caballero 400. (L. XLV. c. 34. de R. 586. ant. 167.)
Paulo Emilio en su triunfo, dio 100 dineros a cada soldado; (90 libr.) 338 rs. y 18 mrs., el doble al Centurión, el triple al Caballero (liv. ibid. c.40.). L. Anicio, triunfador de los ilirios, dio al soldado 45 dineros (4. libr. 10 s.), 17 rs. y 2 mrs., el doble al Centurión, el triple al Caballero e igual cantidad a los aliados del nombre latino que a los ciudadanos y a los aliados del ejército naval lo mismo que a los soldados Romanos (Liv. id.t. 43.de R. 593. de 160.')
Escipión, después de la batalla de Zama, quemó los despojos de menor valor teniendo la toga levantada con el ceñidor según el uso; hizo llevar a Roma el oro, la plata y los muebles de marfil, con los principales cautivos y mandando vender el resto del botín distribuyó a las tropas su producto. Mario, vencedor de los Teutones y de los Ambrones quemó las armas de los muertos y de los cautivos con los despojos de poco valor. En esta ceremonia estaba el ejército sobre las armas: los soldados con una corona en la cabeza y el General revestido de la praetexta levantada y atada con el ceñidor y teniendo una antorcha alzaba las manos al cielo y ponía fuego. {Appian, punic. p. 16. de R. 551. ant. 202. Pintarch. Mar. p. 418. de R, 651. ant 102.)
Paulo Emilio después de haber derrotado a Perseo, hizo celebrar juegos de toda especie, poner en los navíos los escudos de cobre, y las otras armas formando un gran montóne e invocando a Marte, a Minerva, a la Luna madre y a los otros dioses a quienes el General tenía derecho de consagrar los despojos, les puso fuego; y los Tribunos hicieron lo mismo después. {Liv. L. XLV. c. 33. de R. 586. avt.7. 167.)
Augusto dio 250 dineros, (195. libras. 125,6 d.) 736 rs. y 21 mr. a cada soldado porque no saqueasen a Alejandría. El dinero valía entonces (15 sueldos, 8, 375 dineros. {Le Beau, Mem. vol. 41.p. 191.) (Dion. p. 5121. A. de R. 724. ant. 29.)
Las tropas romanas nada hacían sin orden, ni aun el pillaje de un campo o de una ciudad y solo lo comenzaban a la señal dada por el General. Una parte de los soldados, proporcionada al tamaño de la ciudad, se enviaba a ella, pero nunca se empleaba en esto más de la mitad de las tropas y algunas veces se sacaban de cada manípulo. La otra mitad se mantenía sobre las armas, dentro o fuera y los enviados al pillaje traían el botín a su Legión. Cuando el General lo ordenaba, el cuestor hacia la venta y los Tribunos distribuían el producto por iguales porciones, tanto a los que habían hecho el saqueo, como a las tropas que habían quedado sobre las armas, a las que guardaban el campo o se hallaban empleadas en otra parte y también a los enfermos. Como todos los soldados juraban en el primer campo de no apartar nada del botín, los que estaban sobre las armas para socorrer en caso de necesidad a los que lo hacían, seguros de que el botín se repartiría igualmente, nunca abandonaban sus filas. Y así el pillaje se hacía sin temor, con orden y seguridad. {Pol. L. X. c. 1 <. j 6.) La parte del botín que daba el General a los soldados, se les debía distribuir por iguales porciones. Marco Livio Salinator fue condenado por el pueblo por haber violado esta ley. {Frontin. l. IV. cap. 1.)

## Edad Media
Los Francos observaron también un cierto orden en la división del botín. Estaban obligados a llevarle a un paraje señalado por el Príncipe o por el General pero la división no se hacía a voluntad de este, sino que formando diversas partes se sacaban por suerte. Mas si el Rey pedía alguna porción particular, se le concedía ya fuese por respeto o por temor. De este modo se cedió a Clovis el vaso tomado en una iglesia de Reims y demandado por San Remigio a este Príncipe. Solo un soldado tuvo la audacia de oponerse y decir, dando con su francisca contra este vaso, que el Rey no debía llevar más que lo que la suerte le diese. (de C. 486.) Childeberto I, hijo de Clovis, después de haber derrotado a Amalarico cerca de Narbona, se reservó sesenta cálices de oro y algunos libros de los Evangelios guarnecidos de oro y piedras preciosas con que hizo varios presentes a diversas iglesias de su rey no. {de C. 531)
Los prisioneros de guerra eran una parte del botín y aquellos que los habían cogido o a quienes habían tocado en suerte, podían retenerlos en esclavitud o darlos por rescate. {Gregor. Turón. L. II. Cap. 27. III. 10.)
La división del botín se practicaba aún en tiempo de Luis IX. Después de la toma de Damnieta en 1149, este Príncipe le hizo juntar, puso aparte los víveres, las armas y las máquinas de guerra y convocó los Varones y Prelados de su comitiva para deliberar cómo se debían partir estos bienes y todos fueron de dictamen que se guardasen los víveres y las municiones de guerra y se distribuyese el resto a las tropas. Se quiso encargar esta división al bueno y prudente Juan de Valeri, Gentilhombre Chanpenois, más distinguido por sus costumbres que por su nacimiento y rígido observador de los usos antiguos:
Sire, dijo al Rey, nadie puede ser más sensible que yo al honor que me hacéis: pero suplico humildemente a V. M. se digne dispensarme de aceptarle. Antiguamente se ha observado el dejar un tercio del botín al que mandaba, dividir el resto en común. Yo no sé corregir a mis padres y a mis predecesores. Si os agradase el entregarme las dos partes de trigo, cebada, arroz y otras cosas que habéis retenido, entonces las distribuiré muy voluntario a los peregrinos por la gloria de Dios: y de otro modo no os desagrade el que no acepte la oferta. El Rey no tuvo por admisible este consejo, dice Joinville y la cosa se mantuvo así por lo que muchas gentes se descontentaron visto que había faltado a las buenas y antiguas costumbres.
El botín aún se partía en tiempo de Guesclin y el jefe de la tropa retenía para sí una parte. Pero Guesclin tan generoso como bravo, le abandonaba enteramente a los soldados y si se quedaba alguna vez con dos o tres prisioneros de distinción era para emplear su rescate a beneficio de los suyos; a esta conducta del jefe se asimilaba, por decirlo así la de todos los que servían bajo sus órdenes. {An. 1356.)